# Ultra Density Optical
Pour les articles homonymes, voir Udo.
L'Ultra Density Optical (UDO) est une technique de type disque optique numérique comme l'est également le DVD ou le CD.
L'UDO utilise un laser bleu-violet permettant de graver plus d'information sur un même espace qu'avec un laser rouge comme celui utilisé par les techniques CD ou DVD actuelles. La capacité actuelle d'un disque UDO est de 30 Go et devrait passer prochainement à 60 Go puis à 120 Go par disque.

## Cas d'usage
L'UDO est adaptée pour l'archivage électronique de documents est peut-être utilisée dans le cadre de la mise en œuvre d'un système d'archivage électronique.

## Avantages et inconvénients
Le principal avantage de la technique UDO est la longue durée de vie du support, évalué à une cinquantaine d'années - à comparer à la faible durée de vie des CD/DVD (de 1 an minimum à 10 ans maximum) et à la durée de vie limitée des disques durs dont la mécanique n'est pas éternelle.
Pourtant l'UDO reste marginal et très cher, sans compter un débit d'enregistrement et de lecture plutôt faible.

## Type de média
Les lecteurs enregistreurs UDO supportent trois types de média (disque):
- Média réinscriptible.

Il est possible sur un média de ce type d'effacer des fichiers gravés. ce type de média n'est pas adapté à l'archivage à valeur probatoire.
- WORM dit "true WORM"

Il est impossible sur ce type de support d'effacer des fichiers gravés. ce type de média est adapté pour l'archivage à valeur probatoire mais ne permet pas de gérer l'élimination des documents à l'issue de la période de conservation légale.
- WORM dit "compliant"

Il est impossible sur ce type de support d'effacer des fichiers gravés mais il est possible de les rendre illisible après une certaine durée de présence sur le média. Ce type de média est adapté à l'archivage et permet de gérer l'élimination des documents à l'issue de la période légale de conservation.

## Performance
Le taux de transfert des données en lecture est de 8 Mo par seconde.

## Inventeur
La technique UDO a été inventée et développée par la société Plasmon.